# Oxidercia discophora
Oxidercia discophora là một loài bướm đêm trong họ Noctuidae.